# مرشح بالطحالب

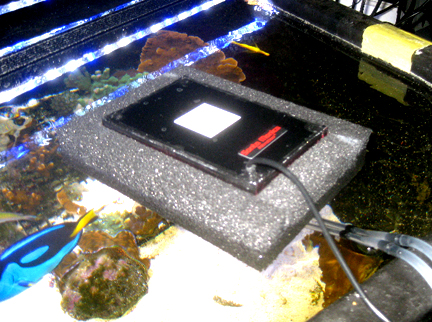

تُستخدم أجهزة الترشيح بالطحالب لتنقية المياه بتوظيف الضوء لتربية الكحالب. وهي تختلف عن مكاشط الزجاج المطاطية التي تستخدم لتنظيف الأسطح الزجاجية. في هذه الصيرورة تُزال المواد غير المرغوب فيها من الماء، وتتيح أجهزة تنقية الطحالب  لهواة إحياء بيئات المياه المالحة والمياه العذبة والبرك بتشغيل أحواضهم بتطبيق أسلوب ترشيح طبيعي بسيط.

## المفاهيم
يعمل جهاز التنقية بالطحالب بطريق تحريك المياه بسرعة على سطح خشن مُضاء بشدّة ما يؤدي إلى نمو الطحالب، وبتزايد نموها تستهلك الطحالبُ المغذيات الموجودة في الماء مثل النترات والفوفسات والنتريت والأمونيا والأمونيوم وحتى المعادن مثل النحاس، مخلّصة المياه منها.
تُعدُّ وجود المغذيات مشكلة في أحواض السمك والبرك  ؛ لأنها تزيد نمو الطحالب غير المرغوب بها وتسبب المرض أو تؤدي لمشاكل أخرى في أسماك الزينة واللافقاريات والشعاب المرجانية. وعموماً فإنّ استخدام أجهزة تنقية الطحالب يسمح بنمو الطحالب لكن داخل المُرشِّح عوضًا عن الحوض أو البركة، والمُرشِّح يزيل المواد الزائدة ويقلل من الطحالب غير المرغوبة في الحوض أو البركة. ويجب الانتباه إلى عدم خلط الطحالب المرغوب بها مع الطحالب غير المرغوب بها وفي النهاية يمكن إزالة الطحالب التي تنمو في جهاز التنقية أو إعادتها إلى أنبوب الرغوة العائم.

## لمحة تاريخية
اخترع جهازَ تنقية الطحالب الدكتور وولتر أدي (Walter Adey) الذي بدء عمله في أواخر السبعينات من القرن الماضي مديرًا لمختبر الأنظمة البحرية في متحف التاريخ الطبيعي في معهد سمثسونيان في مدينة واشنطن عاصمة الولايات المتحدة الأمريكية.
```
[
4
]
```

أجرى التر أبحاثه على الأنواع المختلفة من الطحالب بخاصة تأثيرها البيئي على الشعاب المرجانية لفهم الكيفية التي تدوّر بها الشعب المرجانية في المحيط المغذّيات، ثم صمّم وبنى أحواضًا مائية مختلفة تتفاوت أحجامها وصولا إلى سعة 3 ألاف جالون وقام بتوفير بيئات مائية مختلفة مثل شعاب مرجانية استوائية وقام باستخدام جهاز غسل الطحالب، ثم دراسة جهاز غسل الطحالب من قبل فريق متعدد التخصصات من علماء أحياء وقد أظهروا تصنيفاً لمعدلات الشعاب المرجانية تتناسب بما نسبته 4% للشعب البحرية والتي تتضمن 543 نوعاً محدداً من المخلوقات من أصل 800 كائن حي مصنف. "
```
وصف الدكتور (adey) في الطبعات الثلاث من كتابه (Dynamic Aquaria), وصف عمله بالتفصيل بطريقة عملية وأخذ بعين الاعتبار العوامل الفيزيائية والكيميائية والبيولوجية لإنشاء نظام بيئي فعال داخل حاوية من حجم الحوض إلى صورة حوض يتسع ل (5000)جالون أو أقل، وقد أشار إلى أن إزالة العناصر الغذائية لم تكن عملية سهلة حيث أن تشغيل الجهاز في الليل كان يسعى للحفاظ علة نسبة الأكسجين ومنع زيادة ثاني أكسيد الكربون حيث أن النباتات في الليل تمتص الأكسجين بدلاً من إنتاجه وكذلك ساعد الجهاز على تخزين درجة الحموضة (pH) عن طريق منع المستويات العالمية من ثاني أكسيد الكربون بالتراكم، ولابد من توضيح عملية إعادة التدوير وانتقال العناصر الغذائية من النباتات إلى الحيوانات والعودة إلى النباتات مرة أخرى، حيث تستخدم النباتات ثاني أكسيد الكربون وتطلق الأكسجين وتقوم الحيوانات باستخدام هذا الأكسجين وتطلق ثاني أكسيد الكربون في المحيطات والبحيرات وتنتقل العناصر الغذائية من الطحالب إلى الحيوانات.
قام الدكتور (Adey) بعمل عدة نماذج لجهاز تنقية الطحالب لأحواض السمك في معهد (Smithsonian), وقد أطلق عليها أجهزة الطحالب العشبية لأنه كان يعتقد في ذلك الوقت أن الطحالب العشبية كانت أفضل نوع من الطحالب التي تنمو في جهاز الغسيل.
[
6
]
```

وحصل الدكتور (Adey) على أول براءة اختراع أمريكية لغسيل طحالب (دلو الإغراق)الذي يشبه جهاز تفريغ معقد يصب الماء على سطح أفقي وبالتالي يحاكي الموجات في بيئة الشعاب المرجانية أول تطبيق لتقنية غسيل الطحالب على أنظمة الأحواض الكبيرة الحجم باستخدام طرق تنقية المياه التقليدية وعلى سبيل المثال تحتوي الفلاتر البكتيرية بشكل عام على مستويات المغذيات في أجزاء لكل مليون ولكن أجهزة تنقية الطحالب حافظت على أجزاء لكل مليار وهي أقل من ذلك بكثير. تم إجراء تجربة في خزان ريفي وقد نجحت أجهزة تنقية الطحالب في الحفاظ على جودة المياه المناسبة للشعاب المرجانية وذلك من خلال التبويض للملحوظ للشعاب المرجانية الصلبة، والعديد من الكائنات في الأحواض الأخرى.
في عام 1988 ولسوء الحظ لم يكن معروفاً أنه يلزم إضافة الكالسيوم والمواد القلوية إلى خزان الشعاب المرجانية المغلق وذلك من أجل استبدال ما يتم استهلاكه من قبل الكائنات المتكلة المتزايدة \و يقصد بالكائنات المتكلة أي الكائنات التي تصنع بيوتها من الكلس 

## الاشكال والنماذج الحديثة
تم تصميم أشكال حديثة وجديدة باستخدام شلال بسيط وذك باستخدام أنابيب السباكة البلاستيكية البسيطة مع وجود أنبوب لتدفق الماء من خلال قطعة بلاستيك يكون فيها فتحات تسمح للطحالب بالمرور.
```
وبشكل عام وفي كل حالة تقريباً قللت أجهزة غسل الطحالب محلية الصنع هذه العناصر الغذائية بسمتويات منخفضة جداً وبالطبع هذا الأمر يقلل أو يزيل جميع مشاكل الطحالب غير المرغوب بها.
وبالإضافة لذلك فإن محور تصميم (دلو الأغراق) من قبل الدكتور (Adey) تم فيه وضع شعر ذو لون أخضر لأن الطحالب تميل إلى اللون الأخضر وليس للون البني الداكن 
[
8
]
 مثل الشعب الصناعية في الملاعب الرياضية وهذه تمنع الضوء والماء من الوصول إلى المكان المناسب، وهذا يعمل بطء في نمو وفلترة الطحالب بسبب أن الطبقات السفلى المرتبطة بالمكان المناسب بدأت بالموت والتعفن.
ولكن عند استخدام الشعب الصناعي ذو اللون الأخضر تسمح للضوء والماء بإختراق الطريق للنهاية باتجاه المكان المناسب، وإذا ظل الحفاظ على النمو بسمك أقل من 20 ملم فهذا يسمح للطحالب بالنمو أسرع وتمتص المزيد من العناصر الغذائية ودون أن تموت وتفقد الارتباط بالمكان المناسب، وقد جلب ذلك الحظ لأن الشعر الأخضر هو النوع الدقيق من الطحالب التي تنمو تلقائياً في (سيروب) الطحالب المصممة بشكل صحيح.
بعض النماذج الأخرى تستخدم فقاعات هواء متدفقة وهذه النوعية هي عكس الشلال حيث تسمح بوضع جهاز تنقية الطحالب تحت الماء في الحوض أو بركة ماء وبناؤه بسيط حيث لا يحتاج الجهاز لأن يكون مقاوماً للماء، ويسمح بوضع جهاز الغسيل في المناطق الضيقة حيث لا توجد مساحة فوق خط المياه، وكذلك يمنع التصميم الطحالب من الجفاف في حالة انقطاع التيار الكهربائي لأن جميع الطحالب تحت الماء ويقسم تصميم الفقاعة المتدفقة إلى ثلالث فئات.
```

تلك التي ترتبط وتتألف من خلال حوض السمك الزجاجي وتلك التي تطفو على سطح ماء الحوض أو حوض الماء أو البركة وتلك التي تذهب تحت الماء تماماً مثل الغواصة.